# 平松恵美子
平松 恵美子（ひらまつ えみこ、1967年4月5日 - ）は、日本の映画監督、脚本家。
岡山県倉敷市出身。岡山大学理学部卒業。山田洋次監督のもとで助監督・共同脚本家を務め、2012年公開の『ひまわりと子犬の7日間』で映画監督としてデビュー。

## 略歴・人物
岡山大学理学部在学中、自主上映サークル岡山映画鑑賞会で活動。卒業後上京し、印刷工場等でOLを経験する。
『男はつらいよ』シリーズや小津安二郎監督作品などの松竹映画が好きで、新宿ピカデリーで見かけたポスターをきっかけに会社を辞め、1992年、24歳の時に松竹大船撮影所の映画人養成塾「鎌倉映画塾」に第1期生として入塾。2年間にわたって映画製作を学び、山田洋次監督の『学校』（1993年公開）で助監督見習いとして制作現場も初体験、続く『男はつらいよ 寅次郎の縁談』（1993年公開）の現場にも応援で加わる。卒塾後は松竹大船撮影所の演出部に契約スタッフとして所属し、『男はつらいよ 拝啓車寅次郎様』（1994年公開）で3作連続で山田作品に参加してそのまま山田組に加わることとなる。
1993年、山田洋次監督の元で『学校』の現場に就く。以後、山田作品で助監督を務める。
『学校III』（1998年公開）より脚本執筆のための取材も任されるようになり、『十五才 学校IV』（2000年公開）を皮切りに、『武士の一分』『母べえ』『おとうと』『東京家族』『小さいおうち』と山田との共同脚本を重ね、山田とともに日本アカデミー賞優秀脚本賞を受賞。脚本は、山田の口述を書き留め、山田に迷いや悩みが生じた時に平松が意見が述べてフォローする、対話方式によって作り上げられる。
2012年公開の『ひまわりと子犬の7日間』で監督デビューした。松竹では女優・田中絹代の監督作『お吟さま』（1962年）以来、半世紀ぶりの女性監督となる。

## 作品

### 映画

#### 監督作品
- ひまわりと子犬の7日間（劇場公開映画　2012年、松竹） - 監督・脚色
- あの日のオルガン（劇場公開映画　2019年、マンシーズエンターテインメント） - 監督・脚本

#### 脚本・助監督作品
- 十五才 学校IV（2000年、松竹） - 共同脚本
- たそがれ清兵衛（2002年、松竹） - 助監督
- さよなら、クロ（2003年、松竹） - 共同脚本
- 隠し剣 鬼の爪（2004年、松竹） - 助監督
- 釣りバカ日誌16（2005年、松竹） - 共同脚本
- 武士の一分（2006年、松竹） - 共同脚本
- 母べえ（2007年、松竹） - 共同脚色
- おとうと（2010年、松竹） - 共同脚本
- 東京家族（2012年、松竹） - 共同脚本
- 小さいおうち（2014年、松竹） - 共同脚色・助監督
- 母と暮せば（2015年、松竹） - 共同脚本・助監督
- 家族はつらいよ（2016年、松竹） - 共同脚本・助監督
- 家族はつらいよ2（2017年、松竹） - 共同脚本・助監督
- 妻よ薔薇のように　家族はつらいよIII（2018年、松竹） - 共同脚本・助監督
- 旅猫リポート（2018年、松竹） - 共同脚本
- いのちの停車場（2021年、東映） - 脚本[5]

### テレビドラマ
- 祖国（2005年8月14日、WOWOW） - 共同脚本
- 双葉荘の友人（単発TVドラマ　2016年3月19日、WOWOW） - 監督
- このマンガがすごい!（2018年、テレビ東京） - 第4話演出
- 悪女について（2023年、NHK BS4K）- 脚本・演出

## 受賞歴
- 日本アカデミー賞
  - 第24回 優秀脚本賞（『十五才 学校IV』）
  - 第30回 優秀脚本賞（『武士の一分』）
  - 第32回 優秀脚本賞（『母べえ』）[6]
  - 第34回 優秀脚本賞（『おとうと』）[7]
  - 第37回 優秀脚本賞（『東京家族』）[注 1][8]
  - 第38回 優秀脚本賞（『小さいおうち』）[注 1][9]
  - 第39回 優秀脚本賞（『母と暮せば』）[注 1][10]
  - 第40回 優秀脚本賞（『家族はつらいよ』）
  - 第41回 優秀脚本賞（『家族はつらいよ2』）